# Смирнов Володимир Іванович (математик)
Володи́мир Іва́нович Смирно́в (29 травня (10 червня) 1887, Санкт-Петербург — 11 лютого 1974, Ленінград) — російський і радянський математик, академік АН СРСР. Герой Соціалістичної Праці. Лауреат Сталінської премії другого ступеня.

## Життєпис
Народився в сім'ї Іванна Миколайовича Смирнова, протоієрея Ліцейської церкви, який у 1870—1900 роках викладав Закон Божий та цивільне право в Олександрівському ліцеї та мав при ліцеї квартиру. Деякий час навчався в Другій Санкт-Петербурзькій Гімназії. Бувши студентом Санкт-Петербурзького університету в 1907—1909 роках, викладав фізику в Першій Санкт-Петербурзькій класичній гімназії. Закінчив університет 1910 року, 1915 року став професором і продовжував викладацьку діяльність в університеті до кінця життя. У 1912—1930 роках був професором Петербурзького (Ленінградського) інституту інженерів шляхів сполучення, у 1929—1935 роках працював у Сейсмологічному та Математичному інститутах АН СРСР.
У серпні 1941 року В. І. Смирнов був евакуйований у Перм і зарахований з 8 серпня на посаду завідувача кафедри теоретичної механіки Пермського університету. Однак, у зв'язку з відкликанням Інституту математики та механіки 16 вересня того ж року В. І. Смирнова відраховано із зазначеної посади. У роки Німецько-радянської війни, перебуваючи в евакуації, організував у Єлабузькій філії Ленінградського університету аеродинамічну групу, яка під його керівництвом виконала низку робіт з оборонної тематики. Викладав на математико-механічному та фізичному факультетах ЛДУ. 1931 року став заступником директора Науково-дослідного інституту математики і механіки ЛДУ з наукової частини, а від 1937 до 1952 був директором цього інституту.
Основні праці з теорії функцій комплексної змінної: уніформізація багатозначних аналітичних функцій, дослідження фуксових груп і фуксових функцій, дослідження повноти системи многочленів, ортогональних на спрямлюваному замкнутому контурі, питання, пов'язані з граничними значеннями аналітичних функцій. У низці досліджень (разом із С. Л. Соболєвим) Володимир Іванович Смирнов розробив новий метод розв'язування деяких задач теорії поширення хвиль у пружних середовищах із плоскими межами. Вивчив функціонально-інваріантні розв'язки лінійних рівнянь еліптичного типу з будь-яким числом змінних.

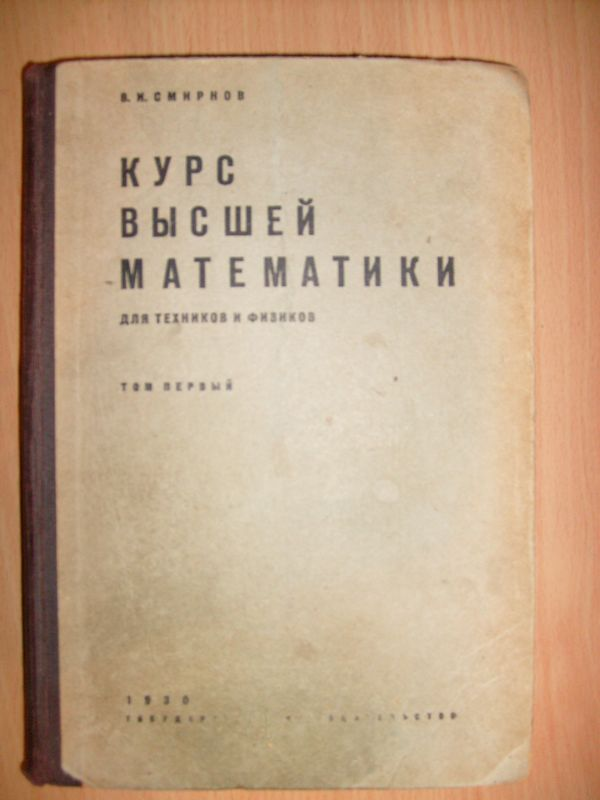
Одне з перших видань першого тому курсу Смирнова, 1930

Автор популярного «Курсу вищої математики» (т. 1-5, 1924—1947), за який 1948 року відзначений Сталінською премією другого ступеня. Відомі учні В. І. Смирнова: Г. М. Голузін, І. О. Лаппо-Данилевський, С. Л. Соболєв.
В. І. Смирнов помер 11 лютого 1974 року в Ленінграді. Похований на Комаровському цвинтарі.

## Світогляд
В. І. Смирнов був віруючою людиною: письменник Л. Пантелєєв у своїй книзі «Вірую», характеризуючи свого друга письменника Є. Шварца, пише, що Шварц
…з великою повагою розповідав про людей богомольних,— наприклад, про Володимира Івановича Смирнова, про нашого уславленого математика, академіка,— про те, як той щосуботи їздить із Комарова в Нікольський морський собор до всенощної.
Оригінальний текст (рос.)
…с большим уважением рассказывал о людях богомольных, — например, о Владимире Ивановиче Смирнове, о нашем прославленном математике, академике, — о том, как тот каждую субботу ездит из Комарова в Никольский Морской собор ко всенощной.

Академік О. Д. Александров згадував:
Батько Володимира Івановича… був священником, викладачем Закону Божого в Ліцеї, де колись навчався Пушкін. <…> Із сім'ї він успадкував звичаї та міцну православну віру… яку він, проте, не демонстрував, а зберігав у собі. Все життя Володимир Іванович залишався віруючим, і коли я якось запитав його про віру, він спокійно та щиро відповів: «Я, знаєте, просто вірю…». І можна думати, що в його характері, в його діяльності, у всьому його образі виявлялася позиція глибокого християнина, все життя якого виявляється відданим служінням людям, потрібній їм справі, з доброзичливістю та високою вимогливістю…
Оригінальний текст (рос.)
Отец Владимира Ивановича… был священником, преподавателем Закона Божьего в Лицее, где когда-то учился Пушкин. <…> Из семьи он унаследовал обычаи и прочную православную веру… которую он, однако, не демонстрировал, а хранил в себе. Всю жизнь Владимир Иванович оставался верующим, и когда я как-то спросил его о вере, он спокойно и искренне ответил: «Я, знаете, верю попросту…». И можно думать, что в его характере, в его деятельности, во всем его облике проявлялась позиция глубокого христианина, вся жизнь которого оказывается преданным служением людям, нужному им делу, с доброжелательностью и высокой требовательностью…

### Сім'я
Дружина, Є. П. Охлопкова, математикиня. Син, Микита Володимирович Смирнов, кандидат фізико-математичних наук, працював співробітником НДІ математики та механіки ЛДУ, згодом доцентом кафедри вищої математики та математичної фізики фізичного факультету ЛДУ імені А. О. Жданова. Онук, Володимир Микитович Смирнов (нар. 14.05.1961), закінчив кафедру загальної фізики № 1 (1984), кандидат фізико-математичних наук, працював на кафедрі обчислювальної фізики фізичного факультету ЛДУ, потім підприємець, колекціонер старовинної цегли.

## Нагороди та звання
- Герой Соціалістичної Праці (1967)

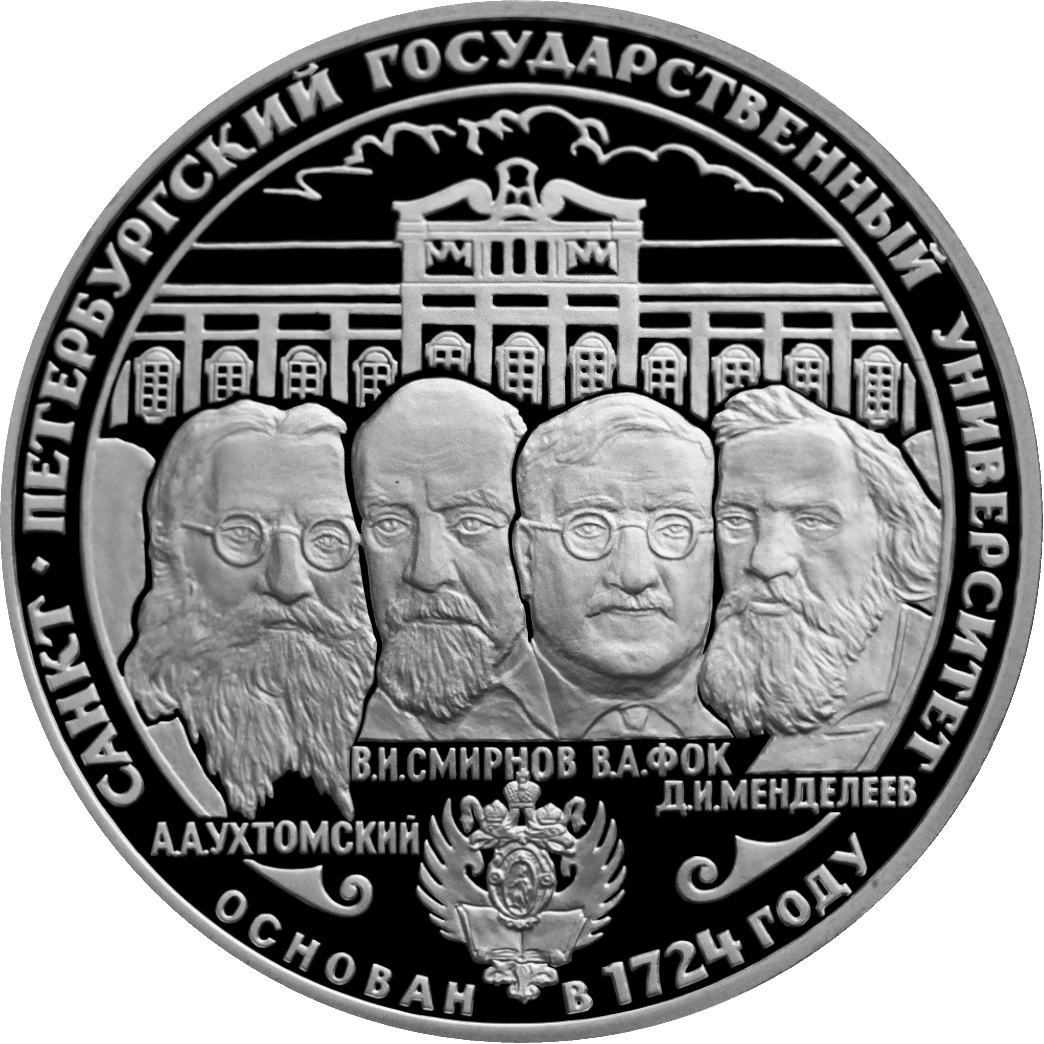
В. І. Смирнов на монеті Банку Росії

- Чотири ордени Леніна (30.05.1947; 19.09.1953; 15.09.1961; 09.06.1967)
- Два ордени Трудового Червоного Прапора (21.02.1944, 10.06.1945)
- Медалі
- Сталінська премія другого ступеня (1948) — за наукову працю «Курс вищої математики» в 5 томах (1947)

Член-кореспондент Академії наук СРСР від 1932 року, доктор фізико-математичних наук від 1936 року, академік від 1943 року.

## Пам'ять
- Ім'я академіка В. І. Смирнова присвоєно НДІ математики та механіки СПбДУ[11], а також аудиторії фізичного факультету СПбГУ, в якій установлено портрет.
- Семінар імені В. І. Смирнова з математичної фізики (Санкт-Петербурзьке відділення Математичного інституту імені В. А. Стеклова РАН)

## Адреси в Санкт-Петербурзі
- Кам'яноострівський проспект[ru], будинок 21 (Олександрівський ліцей) — місце народження та перших років життя.
- Кам'яноостровський проспект, будинок 25, кв. 44 — жив від 1952 до 1974 року.